# 唐木圀和
唐木 圀和（からき くにかず、1941年3月 - ）は、日本の経済学者。専門は国際経済学、開発経済学。慶應義塾大学名誉教授。

## 経歴
1941年3月に東京市四谷区に生まれる。1947年に文京区立元町小学校を卒業、1956年に文京区立第四中学校を卒業、1959年に東京都立小石川高等学校を卒業する。1963年に慶應義塾大学商学部を卒業、1965年に同大学大学院商学研究科修士課程を修了、1968年に同博士課程を単位取得退学する。1965年に慶應義塾大学商学部助手となり、1972年に同助教授、1984年に同教授となる。1970年から2年間米国のフレッチャー・スクールを、1986年から2か月間中国復旦大学を訪問している。2006年に慶應義塾大学を定年退官、同名誉教授となり、常磐大学国際学部教授に就任している。
退任記念講義では、指導教授の白石孝と、唐木にとっての教員の山本登、矢内原勝、大熊一郎、そして唐木にとっての学友の福島義久、深海博明、大山道広に礼を述べている。松本三郎が主宰し（当時まで）25年続いていた「三田ASEAN研究会」には第10回から参加し始め、250回までほとんど参加した。赤川元章と共に「東アジア研究会」を開き東アジア経済について議論した。
学外でも、アジア政経学会評議員、日本私立大学連盟学生部会委員などを務めている。国際経済学会とアジア政経学会に所属した。

## 研究
留学中にゴットフリート・フォン・ハーバラー、アルバート・O・ハーシュマンから得た示唆を基に、開発経済学、中国経済についての研究を行った。

## 著作

### 単著
- 『中国経済近代化と体制改革』（慶應義塾大学出版会、2006年）

### 共著・編著
- 『ヴェトナム和平の経済的影響と東南アジア関係諸国』（世界経済研究協会、1969年）
- （矢内原勝）『近代化の条件』（ダイヤモンド社、1972年）
- （板垣與一）『日本の資源問題』（日本経済新聞社、1972年）
- （田中喜助）『ワークブック貿易論』（有斐閣、1980年）
- 『日本貿易学会三十年史―日本経済の発展と通商政策の歩み―』（社団法人日本貿易会、1980年）
- （矢内原勝・深海博明・大山道広）『世界経済のニュー・フロンティア』（文眞堂、1988年）
- （松本三郎・川野邦衛）『東南アジアにおける中国のイメージと影響力』（大修館書店、1991年）
- （白石孝）『世界経済の新形成と日本』（文眞堂、1991年）
- （大山道広・高梨和紘）『東アジアの国際交流と経済発展』（文眞堂、1993年）
- 『現代アジアの統治と共生』（慶應義塾大学出版会、2002年）
- 『東アジア経済研究のフロンティア』（慶應義塾大学出版会、2004年）